# アスナロウの木
「アスナロウの木」（アスナロウのき）は、2014年8月～9月に、NHKの音楽番組『みんなのうた』で放送された楽曲。作詞：水上不二、作曲・編曲：梅垣達志、歌：気仙沼市立大島小学校5-6年生、団塊の世代の唄。

## 概要
この曲は、気仙沼大島出身の童話作家、故・水上不二（みずかみふじ）氏の「アスナロウの木」という詩から生まれた。世代を超えたボーダーレスな音創りを目指すプロジェクト“団塊の世代の唄”が、東日本大震災後、慰問ライブに行った大島で、この詩と巡り合ったのがきっかけ。「明日へ明日へとすくすくと、自分を大きく育てていく」という詩は、まさに震災を乗り越え、たくましく生きる子どもたちの姿と重なり合う。水上の地元、大島の小学生たちの元気あふれる合唱と実写で放送した。